# Нововасильевский сельсовет (Можайский район)
Нововасильевский сельсовет — упразднённая административно-территориальная единица, существовавшая на территории Смоленской губернии и Московской области до 1973 года.
Храбровский сельсовет был образован в первые годы советской власти. До 1929 года он входил в состав Уваровской волости Вяземского уезда Смоленской губернии.
В 1929 году Храбровский с/с вошёл в состав Уваровского района Вяземского округа Западной области.
5 августа 1929 года Уваровский район был передан в Московский округ Московской области.
17 июля 1939 года Храбровский с/с был переименован в Нововасильевский.
3 июня 1959 года Уваровский район был упразднён и Нововасильевский с/с вошел в Можайский район.
8 августа 1959 года к Нововасильевскому с/с были присоединены селения Бурково, Золотилово, Колоцкое, Митьково, Соловьёвка и Шохово упразднённого Колоцкого с/с.
31 июля 1962 года из Нововасильевского с/с в новый Колоцкий были переданы селения Бурково, Колоцкое, Копытово, Митьково, Суконниково, Фёдоровское и Шохово.
1 февраля 1963 года Можайский район был упразднён и Нововасильевский с/с вошёл в Можайский сельский район. 11 января 1965 года Нововасильевский с/с был возвращён в восстановленный Можайский район.
1 апреля 1966 года из Нововасильевского с/с в Губинский были переданы селения Бородавкино, Вороново, Глуховка, Купрово, Лопатино, Преснецово, Свинцово и Шибинка.
24 октября 1973 года Нововасильевский с/с был упразднён, а его территория передана в Замошинский с/с.